# Neelotpal Das
Neelotpal Das (20 d'abril de 1982) és un jugador d'escacs indi que té el títol de Gran Mestre des del 2006.
A la llista d'Elo de la FIDE del juliol de 2016, hi tenia un Elo de 2467 punts, cosa que en feia el jugador número 39 (en actiu) de l'Índia. El seu màxim Elo va ser de 2514 punts, a la llista de l'abril de 2006.

## Resultats destacats en competició
El 2005 fou 6-12è a l'Obert Vila de Benasque amb 7½ punts de 9 (el campió fou Krishnan Sasikiran).